# Betania

Bandeira de Betania.

Localização de Betania, no departamento de Antioquia.

Betania é uma cidade e município da Colômbia, no departamento de Antioquia. Dista 125 quilômetros de Medellín, a capital do departamento. Possui uma área de 168 quilômetros quadrados e está a 1550 metros acima do nível do mar.